# Ingeborga (księżniczka Danii)
Ingeborga Glücksburg (duń. Ingeborg Charlotte Caroline Frederikke Louise; ur. 2 sierpnia 1878 w Charlottenlund, zm. 11 marca 1958 w Sztokholmie) – księżniczka duńska, księżna Västergötlandu jako żona Karola Bernadotte. Była piątym dzieckiem króla Danii, Fryderyka VIII, oraz jego żony, Luizy Bernadotte.
Jako wnuczka Chrystiana IX, zwanego „teściem Europy”, była kuzynką Jerzego V (króla Wielkiej Brytanii), Mikołaja II (cesarza Rosji) i Konstantyna I (króla Greków).
W 1897 roku wyszła za mąż za Karola Bernadotte. Miała czworo dzieci – Małgorzatę (1899-1977), Martę (1901-1954), Astrydę (1905-1935) i Karola (1911-2003).
Ingeborga jest babką trzech europejskich monarchów – królów Belgów, Baldwina I Koburga, Alberta II Koburga i króla Norwegii, Haralda V. Jest również prababką wielkiego księcia Luksemburga, Henryka Burbona, oraz króla Belgów, Filipa I Koburga.

## Życiorys
Urodziła się 2 sierpnia 1878 roku w pałacu w Charlottenlund jako piąte dziecko i druga córka następcy duńskiego tronu, Fryderyka Glücksburga (późniejszego króla Fryderyka VIII), oraz jego żony, Luizy Bernadotte.
27 sierpnia 1897 poślubiła księcia Szwecji, Karola (1861–1951), syna króla Oskara II (1829–1907).
Para miała czworo dzieci:
- Małgorzata (ur. 25 lipca 1899, zm. 4 stycznia 1977). Wyszła za mąż za księcia Danii, Aksela Glücksburga. Miała z nim dwóch synów – Jerzego (1920-1986) i Flemminga (1922-2002).
- Marta (ur. 28 marca 1901, zm. 5 kwietnia 1954) – księżna koronna Norwegii jako żona późniejszego króla Norwegii, Olafa V. Miała z nim troje dzieci – Ragnhildę (1930-2012), Astrid (ur. 1932) i Haralda V (ur. 1937).
- Astrid (ur. 17 listopada 1905, zm. 29 sierpnia 1935) – królowa Belgów jako żona Leopolda III Koburga. Miała z nim troje dzieci – Józefinę Szarlottę (1927-2005), Baldwina I (1930-1993) i Alberta II (ur. 1934).
- Karol (ur. 10 stycznia 1911, zm. 27 czerwca 2003) – książę Östergötlandu. Był żonaty trzykrotnie. W latach 1937–1951 jego żoną była Elsa von Rosen, z którą miał jedną córkę – Madeleine (ur. 1938). W latach 1954–1961 jego drugą żoną była Ann Margareta Larsson. W 1978 roku jego trzecią żoną została Kristine Rivelsrud.

Po ślubie Ingeborga odgrywała bardzo dużą rolę na szwedzkim dworze. Jej teściowa, królowa Zofia, nie lubiła uczęszczać na publiczne uroczystości, a księżna koronna (przyszła królowa Szwecji) dość często wyjeżdżała za granicę. W wyniku tego Ingeborga pełniła w pewnym sensie rolę „pierwszej damy”, bardzo często reprezentowała rodzinę królewską i przez to była niezwykle popularna wśród społeczeństwa.
Ingeborga często pojawiała się na różnych uroczystościach w tiarze Boucheron Pearl Circle. Po jej śmierci nosiła ją jej córka, Marta, a potem wnuczka – Ragnhilda. Tiara ta była pierwszą tiarą, w jakiej publicznie pojawiła się księżniczka Ingryda Aleksandra, wnuczka króla Norwegii, Haralda V.

## Tytulatura
1878-1897: Jej Królewska Wysokość księżniczka Ingeborga
1897-1958: Jej Królewska Wysokość księżna Szwecji, księżna Västergötlandu

## Odznaczenia
- Order Słonia (Dania)[6]
- Order Dobroczynności (Turcja)

## Genealogia
| Prapradziadkowie                 | Fryderyk Karol Schleswig-Holstein-Sonderburg-Beck (1757-1816) ∞1780 Fryderyka Amalia Schlieben (1757-1827)           | Karol Hessen-Kassel (1744-1836) ∞1766 Luiza Oldenburg (1750-1831)                                                    | Fryderyk Hessen-Kassel (1747-1837) ∞1786 Karolina Polyxena Nassau-Usingen (1762-1823) | Fryderyk Oldenburg (1753-1805) ∞1774 Zofia Mecklenburg-Schwerin (1758-1794)          | Król Szwecji i Norwegii Karol XIV Jan (1763-1844) ∞1797 Dezyderia Clary (1777-1860)              | Eugeniusz de Beauharnais (1781-1824) ∞1806 Augusta Amalia Wittelsbach (1788-1851)                | Król Holandii Wilhelm I Oranje-Nassau (1772-1843) ∞1791 Wilhelmina Hohenzollern (1774-1837) | Król Prus Fryderyk Wilhelm III Pruski (1770-1840) ∞1793 Augusta Wilhelmina Mecklemburg-Strelitz (1776-1810) |
| Pradziadkowie                    | Fryderyk Wilhelm Schleswig-Holstein-Sonderburg-Glücksburg (1785-1831) ∞1810 Luiza Karolina Hessen-Kassel (1789-1867) | Fryderyk Wilhelm Schleswig-Holstein-Sonderburg-Glücksburg (1785-1831) ∞1810 Luiza Karolina Hessen-Kassel (1789-1867) | Wilhelm Heski (1787-1867) ∞1810 Luiza Charlotta Oldenburg (1789-1864)                 | Wilhelm Heski (1787-1867) ∞1810 Luiza Charlotta Oldenburg (1789-1864)                | Król Szwecji i Norwegii Oskar I Bernadotte (1799-1859) ∞1823 Józefina de Beauharnais (1807-1876) | Król Szwecji i Norwegii Oskar I Bernadotte (1799-1859) ∞1823 Józefina de Beauharnais (1807-1876) | Wilhelm Fryderyk Oranje-Nassau (1797-1881) ∞1825 Ludwika Hohenzollern (1808-1870)           | Wilhelm Fryderyk Oranje-Nassau (1797-1881) ∞1825 Ludwika Hohenzollern (1808-1870)                           |
| Dziadkowie                       | Król Danii Chrystian IX Glücksburg (1818-1906) ∞1842 Luiza Hessen-Kassel (1817-1898)                                 | Król Danii Chrystian IX Glücksburg (1818-1906) ∞1842 Luiza Hessen-Kassel (1817-1898)                                 | Król Danii Chrystian IX Glücksburg (1818-1906) ∞1842 Luiza Hessen-Kassel (1817-1898)  | Król Danii Chrystian IX Glücksburg (1818-1906) ∞1842 Luiza Hessen-Kassel (1817-1898) | Król Szwecji i Norwegii Karol XV Bernadotte (1826-1872) ∞1851 Ludwika Orańska (1828-1871)        | Król Szwecji i Norwegii Karol XV Bernadotte (1826-1872) ∞1851 Ludwika Orańska (1828-1871)        | Król Szwecji i Norwegii Karol XV Bernadotte (1826-1872) ∞1851 Ludwika Orańska (1828-1871)   | Król Szwecji i Norwegii Karol XV Bernadotte (1826-1872) ∞1851 Ludwika Orańska (1828-1871)                   |
| Rodzice                          | Król Danii Fryderyk VIII (1843-1912) ∞1869 Luiza Bernadotte (1851-1926)                                              | Król Danii Fryderyk VIII (1843-1912) ∞1869 Luiza Bernadotte (1851-1926)                                              | Król Danii Fryderyk VIII (1843-1912) ∞1869 Luiza Bernadotte (1851-1926)               | Król Danii Fryderyk VIII (1843-1912) ∞1869 Luiza Bernadotte (1851-1926)              | Król Danii Fryderyk VIII (1843-1912) ∞1869 Luiza Bernadotte (1851-1926)                          | Król Danii Fryderyk VIII (1843-1912) ∞1869 Luiza Bernadotte (1851-1926)                          | Król Danii Fryderyk VIII (1843-1912) ∞1869 Luiza Bernadotte (1851-1926)                     | Król Danii Fryderyk VIII (1843-1912) ∞1869 Luiza Bernadotte (1851-1926)                                     |
| Ingeborga Glücksburg (1878-1958) | | |                                                                                       |                                                                                      |                                                                                                  |                                                                                                  |                                                                                             | |